# Berta Szwabska
Berta Szwabska (ur. około 907 r., zm. 2 stycznia 961 r.) – królowa Burgundii od 922 do 937 r. i królowa Włoch od 922 do 926 roku, poprzez małżeństwo z królem Rudolfem II. Ponownie została królową Włoch podczas drugiego małżeństwa z królem Hugonem od 937 r. aż do jego śmierci w 947 r.

## Życiorys
Córka księcia Burcharda II ze Szwabii (zm. 926) i jego żony Regilindy (zm. 958). Ojciec Berty przejął władzę w Księstwie Szwabii w 917 r.; był w konflikcie z Rudolfem II, królem Górnej Burgundii, który zajął miasto Zurych i wkroczył w rejon Jeziora Bodeńskiego. Aby zakończyć ten spór, Bertę wydano za mąż za Rudolfa II w 922 r. Mieli dwoje dzieci: Konrad I Spokojny i Adelajda Burgundzka. Po śmierci Rudolfa (937) poślubiła Hugona, króla Włoch. Po raz drugi owdowiała w 947 r., ostatnie lata życia spędziła w Burgundii. Była traktowana jako pionek w grze politycznej i nie angażowała się w nią.
Utrzymywało się przekonanie, że szczątki Berty, pierwotnie pochowanej gdzieś na terenie Payerne, dzięki staraniom swej córki Adelajdy, przed rokiem 1000 zostały złożone w grobowcu w Opactwie Payerne. W 1817 r. podczas prac prowadzonych na terenie opactwa odkryto sarkofag, zawierający szkielet, który uznano za szczątki Berty. Ponieważ zabudowania opactwa zajmowane były wówczas przez więzienie i straż pożarną, szczątki te z wielkimi honorami pochowano ponownie w kościele parafialnym. W dniu 20 maja 2021 r. sarkofag królowej został otwarty. Badania, jakim poddano szkielet wykazały, że należał on do mężczyzny żyjącego w XV w. Miejsce spoczynku królowej Berty pozostają w dalszym ciągu nieznane.